# Kristian Smeds
Tomi Kristian Smeds, född 1 december 1970 i Torneå i Norra Österbotten, är en finsk teaterregissör och dramatiker.

## Biografi
Kristian Smeds utexaminerades 1995 från Konstuniversitetets Teaterhögskola där han studerat dramaturgi. Som dramatiker debuterade han 1995 med Yhä pimenevä talo (Ett mörknande hus). 1996 grundade han den fria gruppen Teatteri Takomoa i Helsingfors som han sedan ledde i fem år. Perioden har beskrivits som ett segertåg, Smeds ansågs ha återskapat en samhällskritisk teater utan att kompromissa med den konstnärliga kvaliteten. Flera av gruppens uppsättningar bjöds in till internationella festivaler. 2001 utnämndes han till chef för Kajaanin kaupunginteatteri (Kajana stadsteater) där han stannade till 2004. 2007 grundade han en ny grupp, Smeds Ensemble. Förutom i Finland har han bland annat regisserat i Tallinn, Vilnius och Bryssel. Hans uppsättningar har turnerat till Belgien, Estland, Frankrike, Tyskland, Litauen, Lettland, Ungern, Norge, Österrike och Sverige. 2010 tilldelades han det europeiska teaterpriset Premio Europa New Theatrical Realities som den förste från något nordiskt land.
2007 satte han upp sin egen dramatisering av Väinö Linnas roman Tuntematon sotilas (Okänd soldat) på Suomen Kansallisteatteri (Finlands nationalteater). Föreställningen som blev en av teaterns största succéer någonsin spelades 122 gånger fram till 2009 och sågs av över 73 000 personer. Den blev väldigt omdebatterad och mottogs med bestörtning, entusiasm och vrede. Föreställningen överfördes även till TV av Yle. 2012 gästspelade Smeds Ensemble i samarbete med Litauens nationalteater Lietuvos valstybinis akademinis dramos teatras med monologföreställningen Sorgsna sånger från Europas hjärta som byggde på Fjodor Dostojevskijs Brott och straff på Dramaten och Bergmanfestivalen.